# Deutsche Poolbillard-Meisterschaft 1996 (Senioren)
Die Deutsche Poolbillard-Meisterschaft 1996 war die zwölfte Austragung zur Ermittlung der nationalen Meistertitel der Senioren in der Billardvariante Poolbillard. Sie wurde in Stolberg ausgetragen.
Es wurden die Deutschen Meister in den Disziplinen 14/1 endlos, 8-Ball, 9-Ball und 8-Ball-Pokal ermittelt.

## Medaillengewinner
| Disziplin    | Gold                                          | Silber                            | Bronze                                        | 4. Platz                       |
| ------------ | --------------------------------------------- | --------------------------------- | --------------------------------------------- | ------------------------------ |
| 14/1 endlos  | Willi Ludwig (PBC Karlsruhe)                  | Roy Laird (BCV Kaiserslautern)    | Bernd Woitanowski (PBF Mannheim-Ludwigshafen) | Franz Heigl (BC Aschaffenburg) |
| 8-Ball       | Willi Ludwig (PBC Karlsruhe)                  | Klaus Bötcher (1. PBC Leverkusen) | Siegfried Mai (BC Arnsberg)                   | Gerd Griebner (BC Eversburg)   |
| 9-Ball       | Bernd Woitanowski (PBF Mannheim-Ludwigshafen) | Damir Filipovic (Olimpia München) | Roland Najmann (PBC Kempen)                   | Fritz Lips (BC Alsdorf)        |
| 8-Ball-Pokal | Bernd Woitanowski (PBF Mannheim-Ludwigshafen) | Jac Bosshammer (Aachen)           | Gerd Griebner (BC Eversburg)                  | Henry Krüger (Berlin)          |